# Ane Halsboe-Jørgensen
Ane Halsboe-Jørgensen, född den 4 maj 1983 i Fjerritslev, Danmark, är en dansk politiker (s) och minister. Hon är sedan 2022 arbetsmarknadsminister och har tidigare varit kultur- och kyrkominister samt utbildnings- och forskningsminister.. Hon har tidigare varit utbildnings- och forskningsminister (2019-2021) och kultur- och kyrkominister (2021-2022) i Regeringen Mette Frederiksen I. Hon har suttit i Folketinget sedan folketingsvalet 2011.

## Bakgrund och utbildning
Ane Halsboe-Jørgensen har en far som var gymnasielärare och en mor som var socialrådgivare. Hon är gift med Peter Strauss Halsboe-Jørgensen som är särskild rådgivare vid Statsministeriet. Halsboe-Jørgensen studerade med språklig inriktning vid Fjerritslev gymnasium och tog examen därifrån 2002. Senare tog hon 2009 en cand.scient.-examen i statskunskap vid Köpenhamns universitet.
Hon har arbetat som lärarvikarie och hjälppedagog i Nordjylland. Inom arbetarrörelsen har hon arbetet som kampanjare för Ritt Bjerregaard 2005, inom LOs arbetsmiljöavdelning 2005-2007 och som kommunikationskonsulent för LO 2009-2011. Hon har även varit kommunikationsassistent vid Scandinavian International Management Institute 2008-2009 och praktikant vid Danmarks permanenta representation vid FN 2007-2008.

## Politisk karriär
Ane Halsboe-Jørgensen blev vald in i Folketinget för Nordjyllands storkrets vid folketingsvalet 2011. Hon blev senare vice gruppledare för folketingsgruppen. Hon har blivit omvald vid senare folketingsval. 
Hon har varit talesperson för barn, ordförande för Folketingets utrikesutskott och ledamot av finans-, skatte- och arbetsmarknadsutskottet. Halsboe-Jørgensen var utbildnings- och forskningsminister i regeringen Mette Frederiksen I fram till den 16 augusti 2021, då hon blev kyrko- och kulturminister. Sedan 2022 är hon arbetsmarknadsminister.

## Publikationer
Ane Halsboe-Jørgensen och Pernille Rosenkrantz-Theil gav 2018 ut boken Det betaler sig at investere i mennesker. Boken var en kritik mot finansministeriets räknemodeller och ett försvar för att ta hänsyn till värdet av välfärd vid politiska beslut.